# Torneo Oliveras de la Riva
La Torneo Oliveras de la Riva fue una competición internacional de hockey sobre patines de carácter amistoso organizada por la Real Federación Española de Patinaje desde 1974, en homenaje al dirigente deportivo barcelonés recientemente fallecido Victoriano Oliveras de la Riva. Olieveras, fundador del Club Patí Voltregà en 1955 y presidente del RCD Espanyol entre 1960 y 1962, fue elegido presidente de la Federación Internacional de Patinaje (FIRS) en 1964, ocupando el puesto hasta su prematuro fallecimiento el 8 de marzo de 1973 a la edad de 64 años..
Al año siguiente de su fallecimiento, la Federación Española puso en marcha un torneo anual que llevaría su nombre, y que enfrentaba a la Selección de hockey patín masculino de España contra Italia y Portugal, las otras dos principales selecciones europeas de este deporte, más la cuarta selección europea que más hubiera destacado la temporada anterior, con el objeto de preparar los campeonatos mundiales o europeos que debían disputarse a continuación. El torneo no tenía sede fija sino que se iba celebrando en distintas ciudades españolas.

## Participantes
- Españaː 10 participaciones.
- Italiaː 10 participaciones.
- Portugalː 10 participaciones.
- Alemaniaː 7 participaciones.
- Países Bajosː 2 participaciones.
- Franciaː 1 participación.

## Historial
| Edición | Año  | Sede                     | Equipos |          | Campeón | Final Resultado | Subcampeón |      | Tercer lugar | Resultado | Cuarto lugar |
| I.      | 1974 | San Hipólito de Voltregá | 4       | España   | 3ː0     | Portugal        | Alemania   | 6ː2  | Italia       |           |              |
| II      | 1975 | Cádiz                    | 4       | Portugal | 2ː1     | España          | Alemania   | 4ː2  | Italia       |           |              |
| III     | 1976 | Oviedo                   | 4       | España   | 3ː1     | Portugal        | Alemania   | 2ː1  | Italia       |           |              |
| IV.     | 1977 | Reus                     | 4       | España   | 7ː1     | Alemania        | Portugal   | 2ː2  | Italia       |           |              |
| V.      | 1979 | Oviedo                   | 4       | España   | 1ː1     | Portugal        | Italia     | 1ː0  | Alemania     |           |              |
| VI.     | 1981 | La Coruña                | 4       | España   | 4ː0     | Italia          | Portugal   | 4ː3  | Holanda      |           |              |
| VII     | 1983 |                          |         |          |         |                 |            |      |              |           |              |
| VIII.   | 1985 | Sevilla                  | 4       | España   | 4ː3     | Portugal        | Italia     | 7ː1  | Francia      |           |              |
| IX.     | 1986 | Palma de Mallorca        | 4       | Italia   | 2ː2     | España          | Portugal   | 13ː2 | Holanda      |           |              |
| X.      | 1988 | El Vendrell              | 4       | Italia   | 3ː3     | España          | Portugal   | 10ː4 | Alemania     |           |              |
| XI      | 1990 | Vigo                     | 4       | Italia   | 2ː1     | España          | Portugal   | 4ː3  | Alemania     |           |              |